# Häfen in Dresden
Die Häfen in Dresden sind an der Elbe gelegene Binnenhäfen auf dem gegenwärtigen Gebiet der sächsischen Landeshauptstadt Dresden. Für den Güterumschlag hat nur noch der jüngste eine Bedeutung, der Alberthafen Dresden-Friedrichstadt.

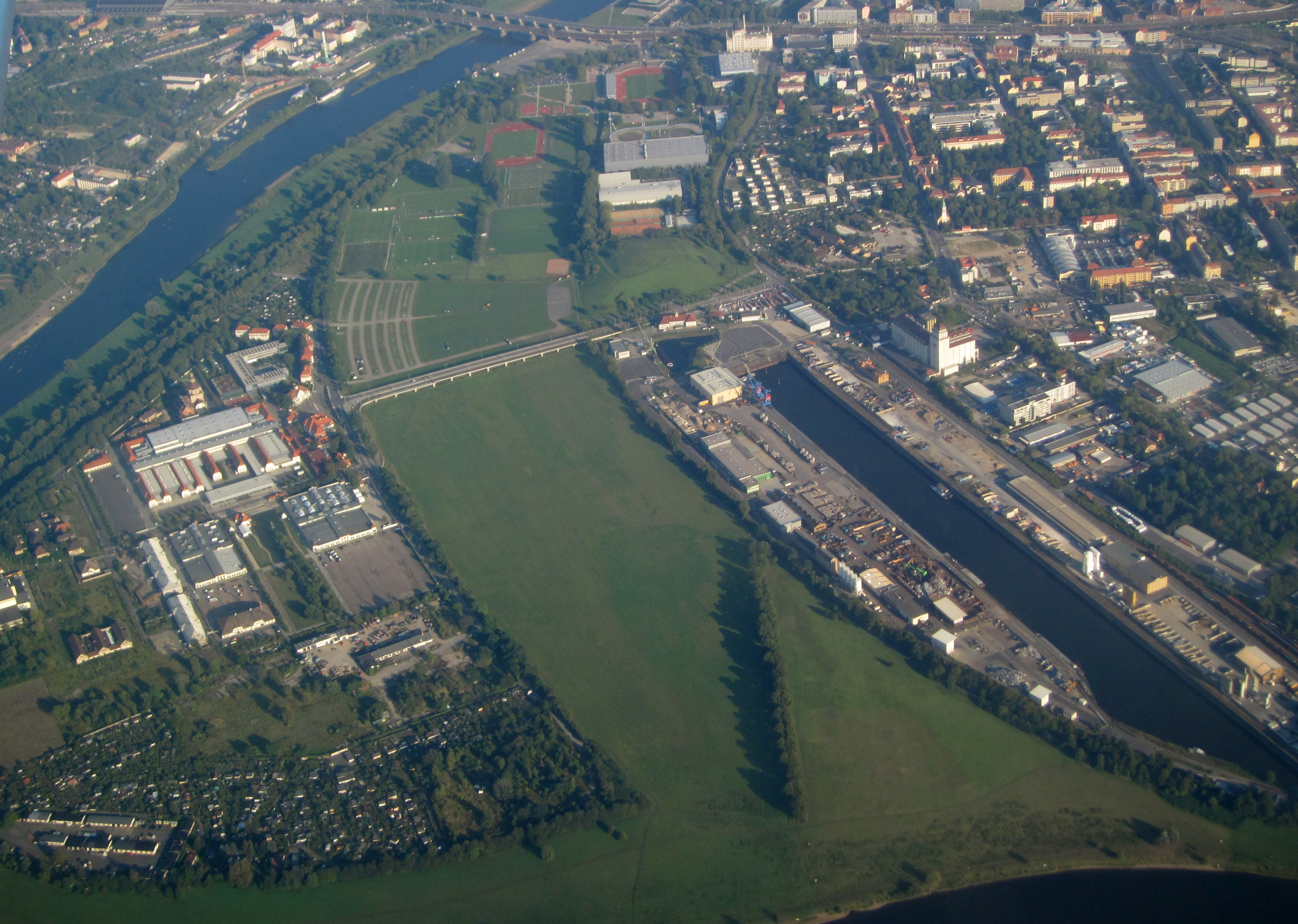
Luftbild mit dem an der Marienbrücke gelegenen Neustädter Hafen (oben links) und dem am Ende des Elbbogens befindlichen Alberthafen (Bildmitte)

Die Elbe bildete für Dresden seit jeher einen wichtigen Verkehrsweg, insbesondere da zu Beginn der als Kaufmannssiedlung entstandenen Stadt die umliegenden Wälder noch deutlich ausgeprägter und die Verkehrswege auf dem Land meist unbefestigt waren. Während der Verkehr an Land über die Jahrhunderte an Bedeutung gewann, gehören Elbfähren selbst acht Jahrhunderte nach dem Bau der um 1230 erstmals erwähnten ersten steinernen Elbbrücke zu den Dresdner Elbquerungen.
Reichten für Elbfähren und kleinere Transportschiffe das anfangs unbefestigte, später mit Kaimauern befestigte Elbufer als Anlegestellen aus, erforderten die zunehmend größer werdenden angetriebenen Schiffe ab dem 19. Jahrhundert andere Formen des Warenumschlags. Die im Ausflugsverkehr tätige Sächsische Dampfschiffahrt mit ihrer Weißen Flotte hingegen nutzt nach wie vor befestigte Anlegestellen am Elbufer. Innerstädtisch ist dies das Terrassenufer auf der orographisch linken Elbseite.

## Häfen

### Gondelhafen
Bereits Mitte des 16. Jahrhunderts lässt sich im Festungsgraben um die befestigte Stadt eine hafenartige Verbreiterung feststellen, die zum Be- und Entladen von Booten genutzt werden konnte. Durch zunehmende Verlandung und städtisches Wachstum gab es mehrfache Verlegungen dieses frühen Bootshafens.
Mit der Schleifung der Festungsanlagen im frühen 19. Jahrhundert erfolgte eine Zuschüttung des Festungsgrabens, die einzig bei der nicht geschleiften Brühlschen Terrasse unterblieb. Ab 1820 erfolgten Arbeiten am Graben östlich der Terrasse, um diesen als Hafen nutzbar zu machen. Diesen nutzten die ersten Dampfschiffe als Winterhafen, bis er für die wachsende Flotte zu klein wurde. In den Jahren 1852/1853 erfolgte schließlich die Zuschüttung des zuletzt Gondelhafen  genannten Hafenbeckens.
Der Name entstammt dem höfischen Gondelverkehr, der diesen Hafen als eine der Stationen im Pendelverkehr nutzte. Eine weitere als Gondelhafen bezeichnete Anlegestelle im gegenwärtigen Stadtgebiet Dresdens gibt es noch am Schloss Pillnitz.

### Pieschener Hafen
An der rechten Elbseite am damaligen nordwestlichen Dresdner Stadtrand erfolgte von 1856 bis 1859 im Auftrag der sächsischen Staatsregierung die Anlage des Pieschener Hafens  infolge des zunehmenden Schiffsverkehrs. Im 500 Meter langen und etwa 30 Meter breiten Hafenbecken fanden bis zu 30 Schiffe Platz.

### Loschwitzer Hafen
Ebenfalls an der rechten Elbseite legte die Vereinigte Sächsisch-Böhmische Dampfschiffahrt in den Jahren 1864 bis 1867 stromaufwärts der damaligen Dresdner Stadtgrenze den Loschwitzer Hafen  an, der 1877 nochmals eine bedeutende Erweiterung erfuhr. Da er privat finanziert war, blieb er anfangs der Dampfschiffahrtsgesellschaft als alleiniger Nutzerin vorbehalten.

### Neustädter Hafen
In den Jahren 1872 bis 1876 entstand innerstädtisch der Neustädter Hafen  ebenfalls an der rechten Elbseite. In den Jahren 1888/1889 erfuhr er eine Erweiterung des Hafenbeckens auf 380 Meter Länge und 70 Meter Breite. Er entlastete den Pieschener Hafen und diente der Sächsischen Dampfschiffahrt auch als Winterhafen. Er war der erste Hafen in Sachsen mit einem Anschluss an das Eisenbahnnetz.

### Alberthafen Dresden-Friedrichstadt
Um dem wachsenden Güterverkehr gerecht zu werden, wurde in den Jahren 1891 und 1895 linksseitig am Ausgang eines Elbbogens im Ostragehege der Alberthafen Dresden-Friedrichstadt  ausgehoben. Das damals 1100 Meter lange und 150 Meter breite Hafenbecken übertraf alle vorhandenen Häfen der Stadt und war mit seinerzeit moderner Be- und Entladetechnik für den schnellen Güterumschlag ausgerüstet. Im Jahr 1997 wurde das Hafenbecken von rund 15 ha auf etwa 7 ha verkleinert.